# Station Wigan Wallgate
Wigan Wallgate is een spoorwegstation van National Rail in Wigan, Wigan in Engeland. Het station is eigendom van Network Rail en wordt beheerd door Northern Rail. Het station is geopend in 1896.